# Squatina heteroptera
Squatina heteroptera  is een vis uit de familie van zee-engelen (Squatinidae) en behoort tot de superorde van de haaien. Deze haai is pas in 2007 als aparte soort beschreven en heeft (nog) geen Nederlandse naam. Er zijn maar een paar exemplaren die werden gevangen met (bodem-)sleepnetten in de Golf van Mexico op dieptes rond de 160 m. De beschreven soorten waren hoogstens 49 cm. Verder is er weinig bekend over deze soort 

## Voetnoten
1. ↑  (en)  Squatina heteroptera op de IUCN Red List of Threatened Species.
2. ↑  Bates, H. 2007. Squatina heteroptera. In: IUCN 2009. IUCN Red List of Threatened Species. Version 2009.2. Downloaded on 28 February 2010.